# Prawit Wongsuwan

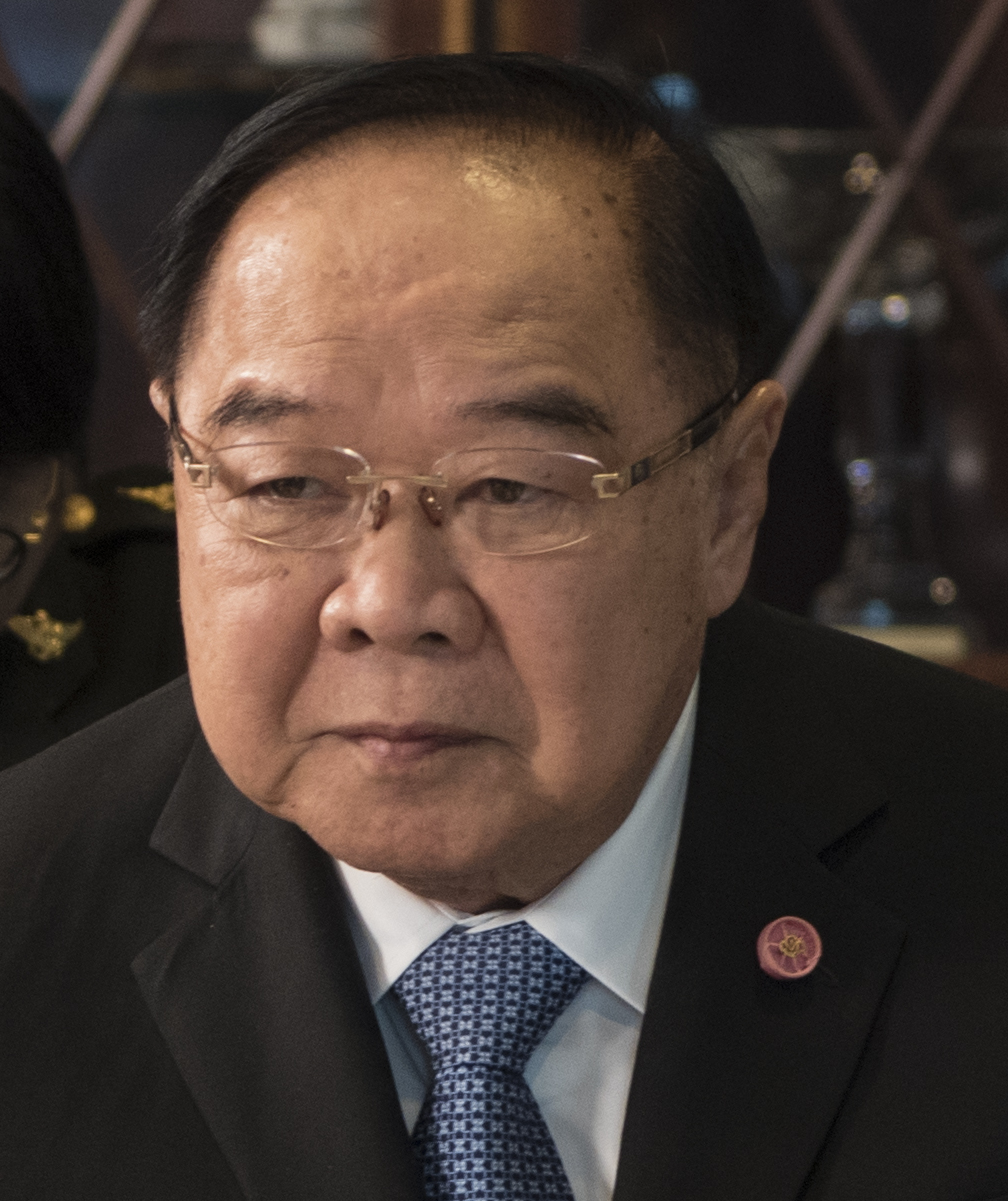
Prawit Wongsuwan (2018)

Prawit Wongsuwan (thailändisch ประวิตร วงษ์สุวรรณ; * 11. August 1945 in Bangkok) ist ein thailändischer Politiker und pensionierter Heeresoffizier. Seit August 2014 ist er stellvertretender Ministerpräsident in der Regierung des Generals Prayut Chan-o-cha sowie seit Juni 2020 Vorsitzender der Phalang-Pracharat-Partei.
Der General war von 2004 bis 2005 Oberkommandierender des thailändischen Heeres. Er war bereits von 2008 bis 2011 als Parteiloser Verteidigungsminister in der Regierung von Abhisit Vejjajiva. Nach dem Militärputsch im Mai 2014 wurde er Vorsitzender des „Beratungsgremiums“ der Junta, von September 2014 bis zu dessen Auflösung im Juli 2019 war er außerdem unter Prayut Chan-o-cha stellvertretender Vorsitzender des herrschenden „Nationalen Rats für Erhaltung des Friedens“. In dieser Zeit war er erneut Verteidigungsminister. Während der Suspendierung Prayut Chan-o-chas durch das Verfassungsgericht war er vom 24. August bis 30. September 2022 interimistisch amtierender Ministerpräsident Thailands.
Seit 2017 ist Prawit zudem Vorsitzender des Nationalen Olympischen Komitees von Thailand sowie des Thailändischen Schwimmverbands.

## Familie und Bildung
Prawit ist der Sohn des Generalmajors Prasert Wongsuwan. Er hat vier jüngere Bruder, darunter der ehemalige Senator und Admiral Sithawat Wongsuwan, der ehemalige Generaldirektor der nationalen Polizei Patcharawat Wongsuwan und der verstorbene Fußballmanager Pongphan Wongsuwan. Prawit besuchte die renommierte St.-Gabriel-Schule in Bangkok und die Vorbereitungsschule der Streitkräfte. 

## Militärkarriere
Er durchlief die Chulachomklao-Militärakademie, von der er 1969 als Mitglied des 17. Jahrgangs (Klassenkamerad von Sonthi Boonyaratglin) abschloss. Er diente anschließend im 21. Infanterieregiment (Leibgarde der Königin). Im Jahr 1978 schloss er den Kurs der Generalstabsschule des thailändischen Heeres ab. 1984 wurde er ins 12. Infanterieregiment versetzt, in dem er 1986 zum Vizekommandeur und 1989 zum Kommandeur aufstieg. Im Jahr 1992 wurde er zu einem der Adjutanten des Königs ernannt. 1996 wurde er zum Kommandeur der 2. Infanteriedivision befördert. 
Nachdem er 1997 ein Studium an der Hochschule für nationale Verteidigung abgeschlossen hatte, wurde er zum stellvertretenden Kommandierenden General und 1998 zum Kommandierenden General der Ersten Armeeregion ernannt, die für Bangkok und die Zentralregion zuständig ist. Im Jahr 2001 erfolgte seine Ernennung zum Stabschef der operativen Abteilung des Heeres. 
Nachdem er kurzzeitig wieder die Erste Armeeregion kommandierte, wurde er im Jahr 2003 Stellvertreter des Oberkommandierenden des Heeres und im Jahr 2004 selbst oberster Befehlshaber der thailändischen Landstreitkräfte. Nach einem Jahr erreichte er die Altersgrenze für den aktiven Militärdienst und wurde pensioniert. Anschließend fungierte er als Richter am obersten Militärgericht. 
Prawit gilt als Mentor (oder „großer Bruder“) einer innermilitärischen Clique, die sich „Tiger des Ostens“ nennt, weil ihre Mitglieder ihre Karriere zumeist im 21. Infanterieregiment (Leibgarde der Königin) begonnen haben, das sein Quartier in Ostthailand hat. Der Gruppe gehören unter anderem der ehemalige Oberkommandierende des Heeres Anupong Paochinda und dessen Nachfolger Prayut Chan-o-cha an.

## Politik

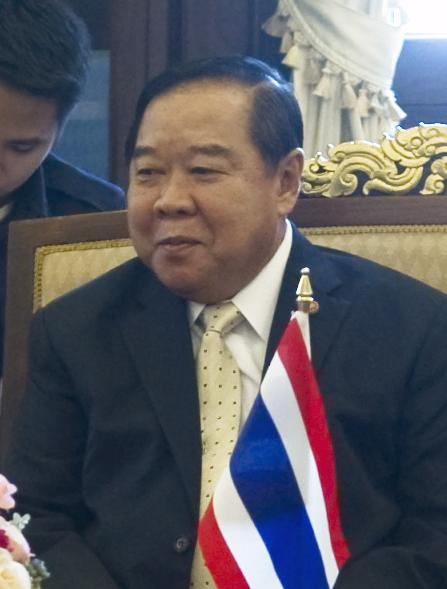
Prawit Wongsuwan (2010)

Nach dem Putsch im September 2006 wurde er zum Mitglied der Nationalen Legislativversammlung ernannt, die als Ersatz für das aufgelöste Parlament diente.
Im Dezember 2008 wurde Prawit zum Verteidigungsminister in der Regierung des Ministerpräsidenten Abhisit Vejjajiva (Demokratische Partei) ernannt. Diese Position hatte er bis zur Übernahme der Regierung durch die Wahlsiegerin Yingluck Shinawatra und ihre Pheu-Thai-Partei im August 2011 inne.
Während der im November 2013 begonnenen politischen Krise in Thailand wurde Prawit oft als Hintermann der regierungskritischen Proteste vermutet und als Anführer eines möglichen Putsches (was er ableugnete) oder als potentieller Kandidat der regierungsfeindlichen Kräfte für das Amt des Ministerpräsidenten genannt.
Nach dem Militärputsch am 22. Mai 2014 ernannte ihn die von seinem „jüngeren Bruder“ General Prayut geführte Junta (der „Nationale Rat zur Erhaltung des Friedens“) zum Vorsitzenden seines „Beratergremiums“. Am 31. August 2014 wurde er zum stellvertretenden Ministerpräsidenten und erneut zum Verteidigungsminister ernannt. Am 16. September wurde er außerdem als stellvertretender Vorsitzender in die Junta berufen. Nachdem im März 2019 Parlamentswahlen abgehalten wurden, löste sich der „Nationale Rat zur Erhaltung des Friedens“ auf. Während Prayut auch nach der Wahl Ministerpräsident blieb und in Personalunion auch das Amt des Verteidigungsministers übernahm, blieb Prawit als Vizepremier in der Regierung. Im Juni 2020 übernahm er zudem von Finanzminister Uttama Saowanayon den Vorsitz der Phalang-Pracharat-Partei, der größten Regierungspartei, die der ehemaligen Junta nahesteht.
Während Prayut Chan-o-chas Suspendierung als Ministerpräsident durch das Verfassungsgericht vom 24. August bis 30. September 2022 war Prawit Wongsuwan interimistisch amtierender Ministerpräsident Thailands.

## Korruptionsverdacht
Seit Dezember 2017 ermittelt die Nationale Korruptionsbekämpfungs-Kommission (NACC) gegen Prawit. Thailändische Politiker müssen der NACC gegenüber bei ihrem Amtsantritt und -ende Angaben über ihre Vermögenswerte (Geldvermögen und wertvolle Gegenstände) machen, diese werden auch veröffentlicht. Bürgern waren auf Bildern von Prawit bei öffentlichen Auftritten wertvolle Uhren und Ringe aufgefallen, die nicht in dessen Vermögensaufstellung verzeichnet waren. 
Der „Verein zum Schutz der thailändischen Verfassung“ wies auf Prawits insgesamt hohes Vermögen hin. Bei seinem ersten Amtsantritt als Verteidigungsminister 2008 hatte er dessen Wert mit 57 Millionen Baht angegeben, zu Beginn seiner zweiten Amtszeit 2014 mit 87 Millionen. Da Prawit 40 Jahre lang als Soldat und dann als Minister im Staatsdienst gewesen sei und nie ein Unternehmen besessen habe, sei die Herkunft eines so großen Vermögens für die Bürgergruppe unerklärlich. In einer Facebook-Gruppe wurde bis Mitte Januar 2018 eine Liste von 25 hochpreisigen Uhren, vorwiegend der Marken Patek Philippe, Richard Mille und Rolex, zusammengestellt, die Prawit getragen hatte. Ihr Gesamtwert wird auf 39,5 Millionen Baht geschätzt.
Prawit verteidigte sich mit der Aussage, er habe diese Uhren von einem Freund, dem 2017 verstorbenen Milliardär Pattawat Suksiwong, geliehen und inzwischen an dessen Erben zurückgegeben. Dass die Ermittlungen der Anti-Korruptions-Behörde nach vier Monaten noch keine Fortschritte machten, führte zu kritischen Kommentaren in der thailändischen Presse. Prawit bezeichnete sich selbst als „Opfer“ einer Kampagne, die den Ministerpräsidenten Prayut Chan-o-cha beschädigen solle.